# Carga (derecho)
La carga o gravamen (en este caso para señalar la carga en el ámbito del derecho tributario como obligación de pago) presenta, en el ámbito jurídico, una doble acepción, dependiendo de si la carga se vincula a una persona o a una cosa. Las cargas tienen su origen histórico en el derecho romano. 

## Definición
En su primera acepción, cuando se halla ligada directamente a una cosa, es decir, cuando vincula a un bien, la carga supone una minusvalía que de modo voluntario, o de modo forzoso, o por ministerio de la ley, se impone a la cosa, o al derecho, y que impide el pleno uso, o el disfrute, de la cosa o el derecho gravado, o limita la disposición o reduce, o impide, la realización del valor. En este modo, ligada a una cosa, la carga viene a ser un derecho en favor de otro, que lastra su disponibilidad, y le deja trabado. A modo de ejemplo citar que son cargas habituales sobre bienes, la prenda, la hipoteca, y la anotación de embargo, las condiciones con eficacia real, o también el derecho de uso, así como las afecciones fiscales, afecciones urbanísticas, y demás gravámenes que normalmente se conocen como garantías reales.
De otra parte, cuando la carga vincula una persona, será la adopción de una determinada decisión del sujeto la que desencadene los efectos de la carga. Ejemplo de esto último sería la denominada carga de la prueba (onus probandi).